# Herta Ehlert
Herta Ehlert (Berlijn, 26 maart 1905 - aldaar, 4 april 1997) was een vrouwelijke bewaker van diverse concentratiekampen tijdens de Tweede Wereldoorlog. 
Op 15 november 1939 arriveerde Ehlert in kamp Ravensbrück. In dit vrouwenkamp kreeg ze een opleiding tot SS-Aufseherin (kampbewaakster). In oktober 1942 werd ze als Aufseherin naar Majdanek gestuurd, een vernietigingskamp nabij Lublin. Ze deed daar dienst in diverse subkampen. Enkele SS'ers merkten in die kampen op dat ze te aardig was voor de gevangenen. Daardoor werd ze door de SS teruggestuurd naar Ravensbrück om opnieuw een training te ondergaan. Na de oorlog omschreef Ehlert de tweede training in Ravensbrück als "psychisch en emotioneel uitputtend". Nadat ze de tweede training had doorlopen, werd ze naar Auschwitz gestuurd. In Auschwitz moest ze vrouwencommando's bewaken. Later deed ze nog dienst in een subkamp van Auschwitz, genaamd Rajsko. Toen de Sovjettroepen naderden en Auschwitz werd ontruimd, werd Ehlert naar Bergen-Belsen gestuurd. Toen de Britten het kamp bevrijdden, werd Ehlert gearresteerd. In het Bergen-Belsenproces werd ze veroordeeld tot 15 jaar celstraf. Ze werd echter al op 7 mei 1953 vrijgelaten. Herta Ehlert overleed in het voorjaar van 1997 op 92-jarige leeftijd.